# Archipel des Navigateurs
L'archipel des Navigateurs ou Îles du Navigateur est le nom donné par Louis-Antoine de Bougainville à l'archipel des Samoa lors de son passage en ce lieu en 1768. C'est sous ce nom que le royaume samoan sera connu sur les cartes françaises.